# Gustaf Pällby
Gustaf Harry Pällby, född 15 juli 1911 i Borås, död 30 mars 1998 i Borås Caroli församling, var en svensk målare.
Han var son till elektrikern Carl Conrad Pettersson och Selma Emilia Andersson samt från 1935 gift med Maja Carola Ström. Pällby utbildade sig först till yrkesmålare och bedrev ett konstnärskap som hobby vilket ledde till att han studerade målning för Helmer Osslund 1931 och vid Académie Julian i Paris 1950. Separat ställde han bland annat ut i Alingsås och han medverkade i Höstsalongerna på Borås konstmuseum samt samlingsutställningar arrangerade av Borås och Sjuhäradsbygdens konstförening. Hans konst består av stilleben och landskapsskildringar utförda i olja ofta i en geometriserad stil.